# Union (SQL)
Union — у мовах, подібних до SQL, DML-операція об'єднання записів в одну таблицю. Критерій відбору записів для об'єднання визначається виразом Where. Обидва запити повинні повертати однакове число стовпців і мати сумісні типи даних у відповідних стовпцях. Цей оператор було описано у другому стандарті SQL — SQL-89.

## Синтаксис
Оператор вказується між запитами. У спрощеному вигляді це виглядає так:
```
<
запит
1
>

UNION
 
[
ALL
]

<
запит
2
>

UNION
 
[
ALL
]

<
запит
3
>

 
.....

```

За замовчуванням, будь-які повторювані записи автоматично ігноруються, якщо не використано вираз UNION ALL.
Необхідно зазначити, що UNION сам по собі не гарантує порядок рядків. Рядки з другого запиту можуть виявитися на початку, в кінці або взагалі змішатися з рядками з першого запиту. У випадках, коли потрібно забезпечити певний порядок, необхідно використовувати вираз Order by.

## Правила використання
Існують два основні правила, що регламентують порядок використання оператора UNION:
- Число та порядок видобутих стовпців повинні збігатися в усіх запитах, що об'єднуються;
- Типи даних у відповідних стовпцях повинні бути сумісні.

Визначення стовпців, дані з яких беруться в об'єднувальних запитах, не повинні збігатися, проте повинні бути сумісними шляхом неявного перетворення. Якщо типи даних різняться, то тип даних, що вийшов, визначається на основі правил черговості типів даних (для конкретної СКБД). Якщо типи збігаються, але розрізняються в точності, масштабі або довжині, результат визначається на основі правил, використовуваних для об'єднання виразів (для конкретної СКБД). Типи даних, не визначені ANSI, такі як DATA і BINARY, зазвичай повинні збігатися з іншими стовпцями такого ж нестандартного типу.
У Microsoft SQL Server стовпці з типом даних XML повинні бути еквівалентними. Всі стовпчики повинні або мати тип, визначений у XML-схемі, або бути нетипізованими. Типізовані стовпці повинні стосуватися однієї і тієї ж колекції XML-схем.
Ще одне обмеження на сумісність — це заборона порожніх значень (NULL) у будь-якому стовпці об'єднання, причому ці значення необхідно заборонити і для всіх відповідних стовпців в інших запитах об'єднання, оскільки порожні значення (NULL) заборонені з обмеженням NOT NULL. Крім того, не можна використовувати UNION у підзапитах, а також не можна використовувати агрегатні функції в реченні Select запиту в об'єднанні (проте більшість СКБД нехтують цими обмеженнями).

## Приклади

### Використання UNION при вибірці з двох таблиць
Дано дві таблиці:
| person | amount |
| ------ | ------ |
| Петро  | 1000   |
| Павло  | 2000   |
| Василь | 5000   |

| person | amount |
| ------ | ------ |
| Петро  | 2000   |
| Павло  | 2000   |
| Семен  | 35000  |

При виконанні запиту
```
SELECT
 
*
 
FROM
 
sales
-
2008

UNION

SELECT
 
*
 
FROM
 
sales
-
2010
;

```

виходить результатний набір, однак порядок рядків може бути довільним, оскільки ключовий вираз ORDER BY не було використано:
| person | amount |
| ------ | ------ |
| Петро  | 1000   |
| Павло  | 2000   |
| Василь | 5000   |
| Петро  | 2000   |
| Семен  | 35000  |

У результаті буде два рядки з Петром, оскільки вони відрізняються значеннями, але рядок з Павлом буде один, бо рядки повністю ідентичні.

### Використання UNION ALL при вибірці з двох таблиць
Використання UNION ALL дає інший результат, оскільки дублікати не ігноруються. Отже, виконання запиту:
```
SELECT
 
*
 
FROM
 
sales
-
2008

UNION
 
ALL

SELECT
 
*
 
FROM
 
sales
-
2010
;

```

дає наступний результат:
| person | amount |
| ------ | ------ |
| Петро  | 1000   |
| Петро  | 2000   |
| Павло  | 2000   |
| Павло  | 2000   |
| Василь | 5000   |
| Семен  | 35000  |

### Використання UNION при вибірці з однієї таблиці
Аналогічним чином можна поєднувати два різні запити з однієї таблиці (хоча замість цього, як правило, необхідні параметри комбінують в одному запиті за допомогою ключових слів AND і OR в умові Where):
```
SELECT
 
person
,
 
amount
 
FROM
 
sales
-
2008
 
WHERE
 
amount
=
1000

UNION

SELECT
 
person
,
 
amount
 
FROM
 
sales
-
2010
 
WHERE
 
person
 
like
 
'Василь'
;

```

У результаті отримаємо:
| person | amount |
| ------ | ------ |
| Петро  | 1000   |
| Василь | 5000   |

### Використання UNION як зовнішнє об'єднання
За допомогою UNION можна створювати також повні зовнішні об'єднання (іноді використовується за відсутності вбудованої прямої підтримки зовнішніх об'єднань):
```
SELECT
 
*

FROM
   
employee
 

       
LEFT
 
JOIN
 
department
 

          
ON
 
employee
.
DepartmentID
 
=
 
department
.
DepartmentID

UNION

SELECT
 
*

FROM
   
employee

       
RIGHT
 
JOIN
 
department

          
ON
 
employee
.
DepartmentID
 
=
 
department
.
DepartmentID
;

```

Але при цьому необхідно пам'ятати, що це все-таки не одне і те саме, що й оператор JOIN.